# Manuel Serrano Pulido
Manuel Serrano Pulido (El Masnou, 10 de setembre de 1972) és un exfutbolista català, que ocupava la posició de davanter.

## Trajectòria
Comença a destacar al club de la seua ciutat natal, d'on passa als juvenils del RCD Espanyol. La temporada 92/93 és cedit al Deportivo Alavés, i a l'any següent puja al filial perico, l'Hospitalet. També hi jugaria un encontre a Segona Divisió amb l'Espanyol.
L'estiu de 1994 fitxa pel Deportivo Alavés. Seria el davanter de referència del conjunt basc durant mitjans de la dècada dels 90. La temporada 94/95 marca deu gols, que serveixen perquè els vitorians pugen a Segona Divisió. Durant tres anys a la categoria d'argent, el davanter hi marcaria 45 gols en 109 partits, que culminaria amb un altre ascens, ara a primera divisió, el 1998.
Però, el català no continua a l'Alavés, sinó que retorna a l'Espanyol, equip amb el qual debuta a la màxima categoria. Al quadre barceloní seria suplent, encara que amb certa regularitat. Hi guanyaria la Copa del Rei del 2000.
La temporada 01/02 fitxa per l'Elx CF, amb qui recupera la titularitat. Roman dos anys al conjunt il·licità abans de recalar al CE Castelló, per aquella època a Segona B. A partir d'ací la seua carrera prosseguiria per equips més modestos: Badalona (04/05), Masnou (05/06) i Blanes, on es retiraria el 2007.